# Lech Zwierzchowski
Lech Zwierzchowski (ur. 1 lutego 1944 w Warszawie, zm. 25 sierpnia 2020 w Piasecznie) – polski biolog molekularny, prof. dr hab.

## Życiorys
Syn Ryszarda i Janiny. W 1968 ukończył studia biochemiczne na Uniwersytecie Łódzkim, 12 grudnia 1974 obronił pracę doktorską, 18 lutego 1988 uzyskał stopień doktora habilitowanego. 20 maja 1998 nadano mu tytuł profesora w zakresie nauk rolniczych. Został zatrudniony na stanowisku profesora zwyczajnego i zastępcy dyrektora w Instytucie Genetyki i Hodowli Zwierząt Polskiej Akademii Nauk.
Był sekretarzem, przewodniczącym, członkiem zwyczajnym na IV Wydziale Nauk Biologicznych Towarzystwa Naukowego Warszawskiego, członkiem Komitetu Biotechnologii prezydium Polskiej Akademii Nauk, (Interdyscyplinarne, Doradcze i Zadaniowe Ministra); Zespołu Interdyscyplinego do spraw Programu Ministra "Wsparcie międzynarodowej mobilności naukowców" w dziedzinach: Zdrowie, Środowisko, Rolnictwo i Żywność Ministerstwa Nauki i Szkolnictwa Wyższego.
Odznaczony Krzyżem Kawalerskim (2003) i Oficerskim (2015) Orderu Odrodzenia Polski.
Zmarł 25 sierpnia 2020, pochowany na Cmentarzu Wojskowym na Powązkach w Warszawie (kwatera C 39-2-7).